# وداع ناممکن
وداع ناممکن (لهستانی: Dom bez okien) یک فیلم درام به کارگردانی استانیسواف یندریکا است که در سال ۱۹۶۲ منتشر و در جشنواره فیلم کن ۱۹۶۲ به نمایش درآمد.
از بازیگران آن می‌توان به ویسواف گوواس، دانوتا شافلارسکا، الژبیتا چیژفسکا، تادئوش فی‌یفسکی، و هانکا بیه‌لیتسکا اشاره کرد.